# Aching Horns
「Aching Horns」（エイキングホーンズ）は、OLDCODEXの楽曲。YORKE.が作詞、Ta_2が作曲を手掛けた。ユニットの12枚目のシングルとして2015年12月16日にLantisから発売された

## 概要
表題曲「Aching Horns」は、松竹制作のアニメ映画『映画 ハイ☆スピード!-Free! Starting Days-』の主題歌に起用された。

「初回限定盤DVD付き」、「通常盤A(アニメジャケット盤、」通常盤B(アーティスト盤)、の3形態のリリースとなっている

タイトルの「Aching Horns」という言葉は、YORKEが水泳を通して成長する高校生の心境の「成長痛」という意味が込められている。

## 収録曲
| 全作詞: YORKE.。 |                  |           |           |        |      |
| #                | タイトル         | 作詞      | 作曲      | 編曲   | 時間 |
| 1.               | 「Aching Horns」 | YORKE.    | Ta_2      | 小山寿 | 5:22 |
| 2.               | 「Reminder」     | YORKE.    | eba       | eba    | 3:39 |
| 3.               | 「Get Up To Go」 | YORKE.    | Ta_2      | eba    | 4:27 |
| 合計時間:        | 合計時間:        | 合計時間: | 合計時間: | 12:00  |      |

| # | タイトル | 作詞 | 作曲・編曲 |
| - | -------- | ---- | ---------- |

ただし「アニメ盤」には、Reminderは収録されていない、代わりにAching Hornsのインストゥルメンタルバージョンが収録されている